# Raško
Raško (cyr. Рашко) – wieś w Czarnogórze, w gminie Kolašin. W 2011 roku liczyła 13 mieszkańców.